# Казахстан (Єнбекшиказахський район)
Казахста́н (каз. Қазақстан) — село у складі Єнбекшиказахського району Алматинської області Казахстану. Адміністративний центр Казахстанського сільського округу.
Населення — 3906 осіб (2021; 3050 у 2009, 2287 у 1999, 2031 у 1989).